# Francesc Gil de Frederic
Francesc Gil de Frederic   (Tortosa, 14 de desembre de 1702 - Hanoi, 22 de gener de 1745) va ser un prevere de l'Orde de Sant Domènec. Missioner a les Filipines i el Vietnam, hi fou martiritzat. És venerat com a sant a l'Església catòlica.

## Vida

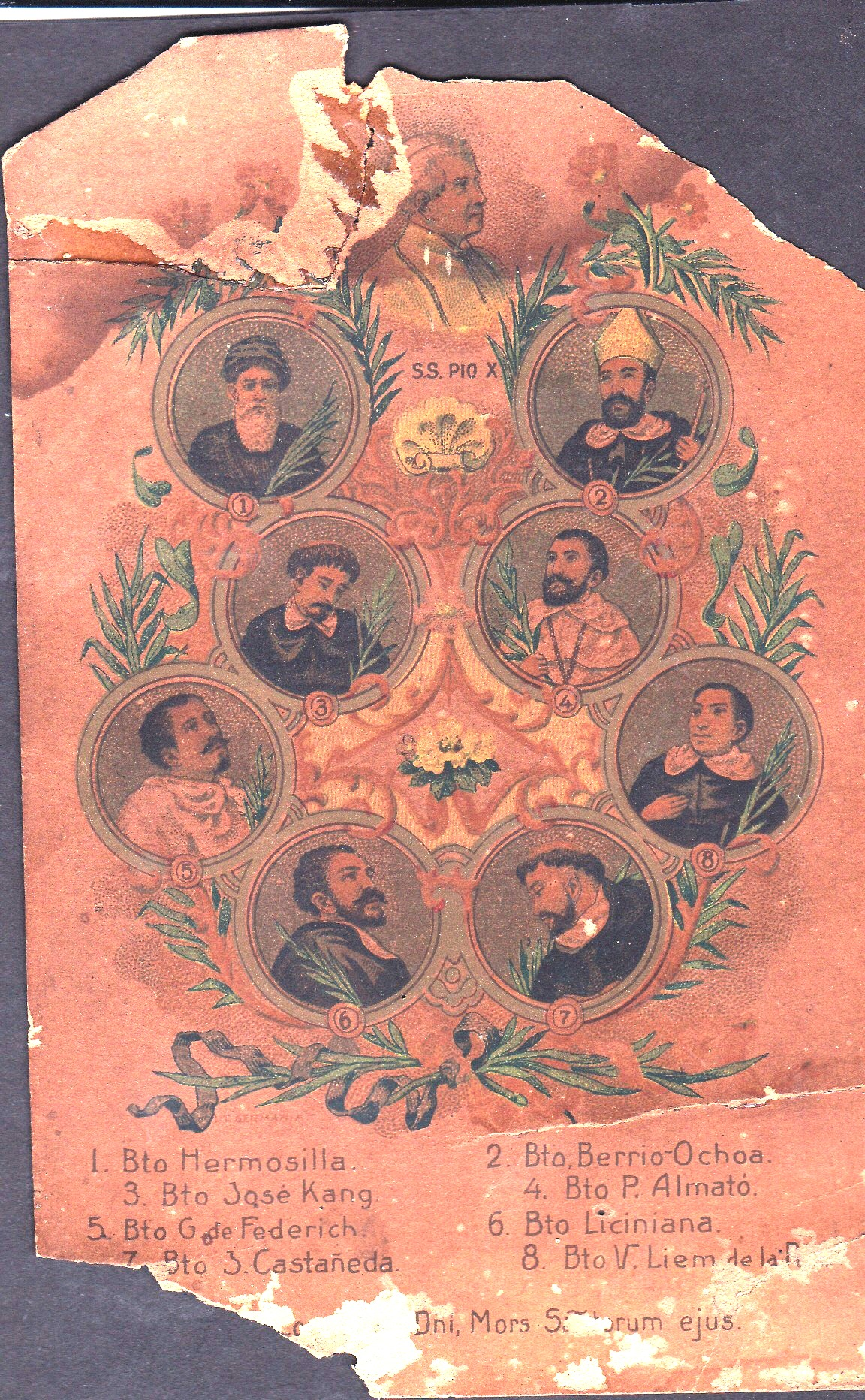
Imprès de 1906 commemmorant la beatificació dels màrtirs de Tonquín per Pius IX, entre ells Francesc Gil.

Neix a Tortosa, al número 6 del carrer Ample, i és educat en la religió per la seva família. De jove, decideix fer-se eclesiàstic i als quinze anys demana d'ingressar al convent dels dominics de Tortosa. Estudia al Convent de Santa Caterina de Barcelona i en 1718 hi fa la professió. Continua els estudis superiors a Barcelona i Oriola i va ésser ordenat sacerdot al convent de Tremp el 27 de març de 1727. i va ser mestre de novicis a al convent dominic de Va demanar d'anar a Orient a fer missions i va embarcar cap a les Filipines.
Arriba a Manila en 1730, on aprèn tagàlog i és enviat a predicar a Luzón, a Bataán i Pangasinán. Després és enviat a Tonquín, actual Vietnam, on arriba en 1735 i on aprèn la llengua del país. Malgrat les persecucions existents, va predicar i treballar, essent anomenat pels vietnamites Ong-thanh-Tê o Cha Tê (pare Tê), fins que en 1737, durant el regnat de Trinh Doanh, és detingut a Luc-Thuy-Ha. Durant vuit anys va ser a la presó de Hanoi, patint maltractaments i malalties, però hi continuava fent apostolat entre els altres presoners (va batejar-hi 122 persones). Els cristians de la regió van voler pagar un rescat per alliberar-lo, però ell s'hi negà. Finalment, el 22 de gener de 1745 és decapitat amb el dominic Mateo Alfonso de Leciniana.

## Veneració
Les seves restes van ser enterrades a Luc-Thuy-Ha. Va ser beatificat per Pius X el 20 de maig 1906, i canonitzat per Joan Pau II el 19 juny de 1988. Tomàs Bellpuig (1876-1936), poeta tortosí, va escriure el drama Sang tortosina, basat en la vida i mort del sant.